# Zizia
Genre
Classification APG III (2009)
Zizia est un genre de plantes à fleurs de la famille des Apiaceae. Ce sont des plantes herbacées.

## Liste d'espèces
Selon NCBI (6 oct. 2011) :
- Zizia aptera
- Zizia aurea

Selon ITIS (6 oct. 2011) :
- Zizia aptera (A. Gray) Fernald
- Zizia aurea (L.) W.D.J. Koch
- Zizia trifoliata (Michx.) Fernald